# Mustapha Ghorbal
Mustapha Ghorbal (árabe: مصطفى غربال; Orã, 19 de agosto de 1985) é um árbitro internacional de futebol argelino. É árbitro do quadro da Federação Internacional de Futebol (FIFA), desde 2014.

## Carreira
Estreou na primeira divisão da Argélia, em 2011, e, como árbitro dos quadros da FIFA, em 2014.

## Estatísticas
Estas são estatísticas das principais competições internacionais.

### Competições da FIFA

#### Copa do Mundo FIFA Sub-20
| Edição | Fase    | Data       | Partida  | Partida | Partida   | Estádio   | Cidade    | Cartões                       | Cartões                           | Cartões | Pênalti · Pênalti | Ref.  |
| Edição | Fase    | Data       | Mandante | Placar  | Visitante | Estádio   | Cidade    | Penalizado com cartão amarelo | Penalizado · Penalizado · Expulso | Expulso | Pênalti · Pênalti | Ref.  |
| ------ | ------- | ---------- | -------- | ------- | --------- | --------- | --------- | ----------------------------- | --------------------------------- | ------- | ----------------- | ----- |
| 2019   | Grupo A | 23 de maio | Polónia  | 0 – 2   | Colômbia  | Lodz      | Łódź      | 2                             | 0                                 | 0       | 0                 | [ 2 ] |
| 2019   | Grupo B | 29 de maio | Itália   | 0 – 0   | Japão     | Bydgoszcz | Bydgoszcz | 2                             | 0                                 | 0       | 0                 | [ 3 ] |
| 2019   | Quartas | 7 de junho | Colômbia | 0 – 1   | Ucrânia   | Lodz      | Łódź      | 7                             | 0                                 | 1       | 0                 | [ 4 ] |
| Total  | Total   | Total      | Total    | Total   | Total     | Total     | Total     | 11                            | 0                                 | 1       | 0                 |       |

#### Copa do Mundo de Clubes da FIFA
| Edição | Fase      | Data            | Partida   | Partida     | Partida         | Estádio            | Cidade    | Cartões                       | Cartões                           | Cartões | Pênalti · Pênalti | Ref.  |
| Edição | Fase      | Data            | Mandante  | Placar      | Visitante       | Estádio            | Cidade    | Penalizado com cartão amarelo | Penalizado · Penalizado · Expulso | Expulso | Pênalti · Pênalti | Ref.  |
| ------ | --------- | --------------- | --------- | ----------- | --------------- | ------------------ | --------- | ----------------------------- | --------------------------------- | ------- | ----------------- | ----- |
| 2019   | Play-off  | 11 de dezembro  | Al-Sadd   | 3 – 1 (pro) | Hienghène Sport | Jassim Bin Hamad   | Doha      | 2                             | 0                                 | 0       | 0                 | [ 5 ] |
| 2021   | Play-off  | 3 de fevereiro  | Al-Jazira | 4 – 1       | Pirae           | Mohammed Bin Zayed | Abu Dhabi | 3                             | 0                                 | 0       | 0                 | [ 6 ] |
| 2021   | 5.º lugar | 9 de fevereiro  | Monterrey | 3 – 1       | Al-Jazira       | Al Nahyan          | Abu Dhabi | 5                             | 0                                 | 0       | 0                 | [ 7 ] |
| 2022   | 3.º lugar | 11 de fevereiro | Al-Ahly   | 2 – 4       | Flamengo        | Ibn Batouta        | Tânger    | 7                             | 0                                 | 1       | 2                 | [ 8 ] |
| Total  | Total     | Total           | Total     | Total       | Total           | Total              | Total     | 17                            | 0                                 | 1       | 2                 |       |

#### Copa Árabe da FIFA
| Edição | Fase    | Data        | Partida  | Partida | Partida   | Estádio | Cidade | Cartões                       | Cartões                           | Cartões | Pênalti · Pênalti | Ref.  |
| Edição | Fase    | Data        | Mandante | Placar  | Visitante | Estádio | Cidade | Penalizado com cartão amarelo | Penalizado · Penalizado · Expulso | Expulso | Pênalti · Pênalti | Ref.  |
| ------ | ------- | ----------- | -------- | ------- | --------- | ------- | ------ | ----------------------------- | --------------------------------- | ------- | ----------------- | ----- |
| 2021   | Qualif. | 25 de junho | Bahrein  | 2 – 0   | Kuwait    | Khalifa | Doha   | 4                             | 0                                 | 0       | 0                 | [ 9 ] |

#### Eliminatórias da Copa do Mundo FIFA – CAF
| Edição | Fase     | Data           | Partida         | Partida                               | Partida    | Estádio        | Cidade | Cartões                       | Cartões                           | Cartões | Pênalti · Pênalti | Ref.   |
| Edição | Fase     | Data           | Mandante        | Placar                                | Visitante  | Estádio        | Cidade | Penalizado com cartão amarelo | Penalizado · Penalizado · Expulso | Expulso | Pênalti · Pênalti | Ref.   |
| ------ | -------- | -------------- | --------------- | ------------------------------------- | ---------- | -------------- | ------ | ----------------------------- | --------------------------------- | ------- | ----------------- | ------ |
| 2022   | 2.ª fase | 6 de setembro  | Costa do Marfim | 2 – 1                                 | Camarões   | Nacional       | Abidjã | 5                             | 0                                 | 0       | 2                 | [ 10 ] |
| 2022   | 2.ª fase | 16 de novembro | Nigéria         | 1 – 1                                 | Cabo Verde | Teslim Balogun | Lagos  | 2                             | 0                                 | 0       | 0                 | [ 11 ] |
| 2022   | 3.ª fase | 29 de março    | Egito           | 1 – 0 (pro) 1 – 1 (agreg.) (3–1 pen.) | Senegal    | Internacional  | Cairo  | 7                             | 0                                 | 0       | 0                 | [ 12 ] |
| 2026   | Grupo B  | 21 de novembro | Togo            | 0 – 0                                 | Senegal    | Kégué          | Lomé   | 4                             | 0                                 | 0       | 0                 | [ 13 ] |
| 2026   | Grupo D  | 8 de junho     | Camarões        | 4 – 1                                 | Cabo Verde | Ahmadou Ahidjo | Iaundé | 3                             | 0                                 | 0       | 1                 | [ 14 ] |
| Total  | Total    | Total          | Total           | Total                                 | Total      | Total          | Total  | 21                            | 0                                 | 0       | 3                 |        |

#### Copa do Mundo FIFA
| Edição | Fase    | Data           | Partida       | Partida | Partida   | Estádio   | Cidade    | Cartões                       | Cartões                           | Cartões | Pênalti · Pênalti | Ref.   |
| Edição | Fase    | Data           | Mandante      | Placar  | Visitante | Estádio   | Cidade    | Penalizado com cartão amarelo | Penalizado · Penalizado · Expulso | Expulso | Pênalti · Pênalti | Ref.   |
| ------ | ------- | -------------- | ------------- | ------- | --------- | --------- | --------- | ----------------------------- | --------------------------------- | ------- | ----------------- | ------ |
| 2022   | Grupo A | 25 de novembro | Países Baixos | 1 – 1   | Equador   | Khalifa   | Al Rayyan | 1                             | 0                                 | 0       | 0                 | [ 15 ] |
| 2022   | Grupo D | 30 de novembro | Austrália     | 1 – 0   | Dinamarca | Al Janoub | Al-Wakrah | 3                             | 0                                 | 0       | 0                 | [ 16 ] |
| Total  | Total   | Total          | Total         | Total   | Total     | Total     | Total     | 4                             | 0                                 | 0       | 0                 |        |

### Competições da CAF

#### Eliminatórias para a Copa Africana de Nações
| Edição | Fase    | Data          | Partida    | Partida | Partida    | Estádio              | Cidade     | Cartões                       | Cartões                           | Cartões | Pênalti · Pênalti | Ref.   |
| Edição | Fase    | Data          | Mandante   | Placar  | Visitante  | Estádio              | Cidade     | Penalizado com cartão amarelo | Penalizado · Penalizado · Expulso | Expulso | Pênalti · Pênalti | Ref.   |
| ------ | ------- | ------------- | ---------- | ------- | ---------- | -------------------- | ---------- | ----------------------------- | --------------------------------- | ------- | ----------------- | ------ |
| 2023   | Grupo I | 9 de setembro | Mauritânia | 2 – 1   | Gabão      | Cheikha Ould Boïdiya | Nouakchott | 5                             | 1                                 | 1       | 0                 | [ 17 ] |
| 2023   | Grupo J | 24 de março   | Tunísia    | 3 – 0   | Líbia      | Hammadi Agrebi       | Tunes      | 2                             | 0                                 | 0       | 1                 | [ 18 ] |
| 2023   | Grupo L | 18 de junho   | Ruanda     | 0 – 2   | Moçambique | Huye                 | Butare     | 3                             | 0                                 | 0       | 0                 | [ 19 ] |
| Total  | Total   | Total         | Total      | Total   | Total      | Total                | Total      | 10                            | 1                                 | 1       | 1                 |        |

#### Copa Africana de Nações
| Edição | Fase    | Data           | Partida         | Partida | Partida        | Estádio             | Cidade | Cartões                       | Cartões                           | Cartões | Pênalti · Pênalti | Ref.   |
| Edição | Fase    | Data           | Mandante        | Placar  | Visitante      | Estádio             | Cidade | Penalizado com cartão amarelo | Penalizado · Penalizado · Expulso | Expulso | Pênalti · Pênalti | Ref.   |
| ------ | ------- | -------------- | --------------- | ------- | -------------- | ------------------- | ------ | ----------------------------- | --------------------------------- | ------- | ----------------- | ------ |
| 2019   | Grupo D | 24 de junho    | Costa do Marfim | 1 – 0   | África do Sul  | Al Salam            | Cairo  | 4                             | 0                                 | 0       | 0                 | [ 20 ] |
| 2019   | Grupo A | 30 de junho    | Zimbabwe        | 0 – 4   | RD Congo       | 30 de Junho         | Cairo  | 4                             | 0                                 | 0       | 1                 | [ 21 ] |
| 2019   | Oitavas | 5 de julho     | Uganda          | 0 – 1   | Senegal        | Internacional       | Cairo  | 5                             | 0                                 | 0       | 1                 | [ 22 ] |
| 2019   | Quartas | 10 de julho    | Senegal         | 1 – 0   | Benim          | 30 de Junho         | Cairo  | 3                             | 0                                 | 1       | 0                 | [ 23 ] |
| 2021   | Grupo A | 9 de janeiro   | Camarões        | 2 – 1   | Burquina Fasso | Olembé              | Iaundé | 3                             | 0                                 | 0       | 2                 | [ 24 ] |
| 2021   | Grupo F | 12 de janeiro  | Mauritânia      | 0 – 1   | Gâmbia         | Limbe               | Limbe  | 5                             | 0                                 | 0       | 0                 | [ 25 ] |
| 2023   | Grupo A | 18 de janeiro  | Costa do Marfim | 0 – 1   | Nigéria        | Ebimpé              | Abidjã | 1                             | 0                                 | 0       | 1                 | [ 26 ] |
| 2023   | Quartas | 2 de fevereiro | RD Congo        | 3 – 1   | Guiné          | F. Houphouët-Boigny | Abidjã | 3                             | 0                                 | 0       | 1                 | [ 27 ] |
| Total  | Total   | Total          | Total           | Total   | Total          | Total               | Total  | 28                            | 0                                 | 1       | 6                 |        |

#### Liga dos Campeões
| Edição  | Fase      | Data            | Partida            | Partida | Partida          | Estádio             | Cidade        | Cartões                       | Cartões                           | Cartões | Pênalti · Pênalti | Ref.   |
| Edição  | Fase      | Data            | Mandante           | Placar  | Visitante        | Estádio             | Cidade        | Penalizado com cartão amarelo | Penalizado · Penalizado · Expulso | Expulso | Pênalti · Pênalti | Ref.   |
| ------- | --------- | --------------- | ------------------ | ------- | ---------------- | ------------------- | ------------- | ----------------------------- | --------------------------------- | ------- | ----------------- | ------ |
| 2018    | Grupo A   | 17 de julho     | Al-Ahly            | 3 – 0   | Township Rollers | Borg El Arab        | Alexandria    | 4                             | 0                                 | 0       | 1                 | [ 28 ] |
| 2018–19 | Grupo A   | 19 de janeiro   | ASEC Mimosas       | 1 – 0   | Lobi Stars       | F. Houphouët-Boigny | Abidjã        | 7                             | 0                                 | 0       | 1                 | [ 29 ] |
| 2018–19 | Grupo B   | 2 de fevereiro  | Platinum           | 0 – 1   | Horoya           | Barbourfields       | Bulawayo      | 6                             | 0                                 | 0       | 1                 | [ 30 ] |
| 2018–19 | Quartas   | 6 de abril      | Simba              | 0 – 0   | TP Mazembe       | Nacional            | Dar es Salaam | 4                             | 0                                 | 0       | 1                 | [ 31 ] |
| 2019–20 | Grupo B   | 11 de janeiro   | Al-Hilal           | 1 – 2   | Étoile du Sahel  | Al-Hilal            | Ondurmã       | 11                            | 2                                 | 0       | 0                 | [ 32 ] |
| 2019–20 | Quartas   | 6 de março      | Espérance de Tunis | 1 – 0   | Zamalek          | Olímpico de Radès   | Radès         | 9                             | 0                                 | 0       | 1                 | [ 33 ] |
| 2019–20 | Final     | 27 de novembro  | Zamalek            | 1 – 2   | Al-Ahly          | Internacional       | Cairo         | 5                             | 0                                 | 2       | 0                 | [ 34 ] |
| 2020–21 | Grupo A   | 23 de fevereiro | Al-Merrikh         | 1 – 4   | AS Vita Club     | Al-Hilal            | Ondurmã       | 3                             | 0                                 | 0       | 1                 | [ 35 ] |
| 2020–21 | Grupo A   | 9 de abril      | Al-Ahly            | 1 – 0   | Simba            | Al Salam            | Cairo         | 4                             | 0                                 | 0       | 0                 | [ 36 ] |
| 2020–21 | Semifinal | 7 de maio       | Petro de Luanda    | 1 – 3   | Wydad Casablanca | 11 de Novembro      | Luanda        | 6                             | 1                                 | 0       | 0                 | [ 37 ] |
| 2021–22 | Grupo A   | 11 de março     | Al-Hilal           | 1 – 0   | Al-Merrikh       | Al-Hilal            | Ondurmã       | 11                            | 1                                 | 0       | 0                 | [ 38 ] |
| 2023–24 | Final     | 18 de maio      | Espérance de Tunis | 0 – 0   | Al-Ahly          | Hammadi Agrebi      | Radès         | 4                             | 0                                 | 0       | 0                 | [ 39 ] |
| Total   | Total     | Total           | Total              | Total   | Total            | Total               | Total         | 74                            | 4                                 | 2       | 6                 |        |

#### Copa das Confederações
| Edição  | Fase    | Data       | Partida  | Partida | Partida   | Estádio       | Cidade | Cartões                       | Cartões                           | Cartões | Pênalti · Pênalti | Ref.   |
| Edição  | Fase    | Data       | Mandante | Placar  | Visitante | Estádio       | Cidade | Penalizado com cartão amarelo | Penalizado · Penalizado · Expulso | Expulso | Pênalti · Pênalti | Ref.   |
| ------- | ------- | ---------- | -------- | ------- | --------- | ------------- | ------ | ----------------------------- | --------------------------------- | ------- | ----------------- | ------ |
| 2023–24 | Quartas | 7 de abril | Zamalek  | 1 – 1   | Future    | Internacional | Cairo  | 6                             | 0                                 | 0       | 0                 | [ 40 ] |
| Total   | Total   | Total      | Total    | Total   | Total     | Total         | Total  | 6                             | 0                                 | 0       | 0                 |        |